# 萬英
萬英（1465年—？），字子俊，順天府順義縣民籍福建邵武縣人，明朝政治人物。

## 生平
順天府鄉試第九十八名舉人。弘治十五年（1502年）中式壬戌科會試第一百九十一名，三甲第一百二十八名進士。授中书舍人，正德四年（1509年）六月选授兵科给事中，出为知府，十二年正月考察以罢软冠帶閑住。

## 家族
曾祖萬光祖，衛經歷；祖父萬諒；父萬洪，前母蕭氏、王氏，繼母劉氏。具庆下。弟萬宣、萬芳。